# Карл-Гайнц Менен
Карл-Гайнц Менен (нім. Karl-Heinz Meenen; 21 березня 1921, Берлін — ?) — німецький офіцер-підводник, оберлейтенант-цур-зее крігсмаріне.

## Біографія
16 вересня 1939 року вступив на флот. З 1 лютого по 30 березня 1941 року пройшов практику вахтового офіцера на підводних човнах 22-ї флотилії, з 31 березня по 5 жовтня 1941 року — курс підводника, з 6 жовтня 1941 по січень 1942 року — парктику вахтового офіцера в 4-й флотилії. З січня 1942 року — 1-й вахтовий офіцер на підводному човні U-30. В липні 1942 року направлений на будівництво U-188. З 5 серпня 1942 року — 1-й вахтовий офіцер на U-188, на якому взяв участь у трьох походах, під час яких були потоплені 9 кораблів загальною водотоннажністю 50 915 тонн і пошкоджений 1 корабель (9977 тонн). З 13 вересня по 31 жовтня 1944 року пройшов курс позиціонування (радіовимірювання), з 1 листопада по 20 грудня — курс командира човна. З 22 грудня 1944 року — командир U-1192. 3 травня 1945 року наказав затопити човен в рамках операції «Регенбоген». 8 травня 1945 року взятий в полон британськими військами. 4 серпня 1945 року звільнений.

## Звання
- Кандидат в офіцери (16 вересня 1939)
- Морський кадет
- Фенріх-цур-зее (1 липня 1940)
- Оберфенріх-цур-зее (1 липня 1941)
- Лейтенант-цур-зее (1 березня 1942)
- Оберлейтенант-цур-зее (1 жовтня 1943)

## Нагороди
- Нагрудний знак підводника (5 травня 1943)
- Залізний хрест
  - 2-го класу (1 листопада 1943)
  - 1-го класу (20 червня 1944)
- Фронтова планка підводника в бронзі (27 вересня 1944)